# Ống kính Canon EF 24–105mm
EF 24–105mm f/4L IS USM là ống kính zoom ngàm EF góc rộng đến tele được sản xuất bởi Canon từ năm 2005 để cùng 17–40mm f/4L USM và 70–200mm f/4L USM trở thành bộ 3 ống kính L giá bình dân.
EF 24–105mm f/4L IS USM thường được so sánh với các ống L khác trong cùng dải tiêu cự, như 24–70mm f/2.8L USM, tuy kém hơn 1 khẩu độ nhưng có tính năng image stabilization (IS - ổn định hình ảnh), giữ cho máy ổn định trên lý thuyết tới 3 stop. Nó cũng có các mảng cao su phủ tại các khu vực dễ ngấm nước, hơi ẩm và bụi để chống thời tiết, tuy nhiên việc này chỉ thực sự có nghĩa khi gắn trên các thân máy cũng chống thời tiết, ví dụ như dòng 1D. Người tiêu dùng đã phản hồi lại các ống được sản xuất thời kì đầu bị lỗi lóe sáng, Canon đã xác nhận việc này và đề nghị sửa chữa miễn phí cho các ống bị lỗi. 1 lỗi thường gặp khác của ống này là tuột zoom, tuy nhiên, nó không ảnh hưởng gì cho việc chụp và chất lượng ảnh.
EF 24–105mm f/4L IS USM được dùng làm ống kính theo bộ cho 5D Mk II, 5D Mk III và 6D.
EF 24-105mm f/3.5-5.6 IS STM là 1 phiên bản rẻ và chậm hơn của EF 24–105mm f/4L IS USM. Nó có dải tiêu cự tương tự, nhưng không có khẩu độ như các ống zoom chuyên nghiệp, cả hai đều có ổn định hình ảnh (IS). EF 24–105mm f/4L IS USM sử dụng mô-tơ siêu thanh dạng vòng (ring-type ultrasonic motor), lấy nét cực nhanh và chính xác, còn ống EF 24-105mm f/3.5-5.6 IS STM được Canon trang bị công nghệ mô-tơ bước STM (Stepper motor), lấy nét êm hơn khi sử dụng trong live view và quay video. EF 24-105mm f/3.5-5.6 IS STM nhẹ hơn đáng kể so với 24-105L (525g so với 670g) và giá cũng rẻ hơn khoảng một nửa.
Ưu điểm của lens này gồm: 
- Màu sắc đẹp, tương phản tốt
- Khá sắc nét
- Focus nhanh và chính xác
- Đa dụng, chụp được hầu hết các lĩnh vực
- Công nghệ mới, khắc phục được phần lớn lỗi quang học
- Rẻ, trong tầm giá thì hầu như không có lens nào đa dụng tốt được như thế

Được ra mắt nhằm thay thế EF 24–105mm f/4L IS USM, ống EF 24–105mm f/4L IS II USM được công bố vào tháng 8-2016 cùng với ống zoom góc rộng 16-35mm f/2.8L III USM. Ống này cải thiện chất lượng hình ảnh (nhất là tại vùng rìa ảnh), cho bokeh đẹp và mịn hơn, chống rung đến 4 stop. 
EF 24–105mm f/4L IS II USM được dùng làm kit cho EOS 5D Mk IV.
Về hình thức bên ngoài khá giống với 24-70 f/2.8L II USM do cả hai đều được thiết kế theo hướng mới, vòng zoom và vòng lấy nét làm to hơn.
Khi sử dụng trên thân máy dùng cảm biến APS-C 1.6x, ống này sẽ cho trường nhìn tương đương việc ống kính có dải tiêu cự 38–168mm lên thân máy dùng cảm biến full-frame; Mặc dù sẽ không thể chụp được góc rộng, nhưng lại có ưu thế ở tầm tiêu cự ~40mm cho đến tele tầm trung (135-200mm).

## Một vài đặc điểm của ống EF 24–105L IS USM

Cấu trúc quang học bên trong ống 24-105 f/4L IS USM

- Ống kính này chống bụi và nước, tất nhiên là không chịu nước.
- Nó có 8 lá khẩu cho bokeh gần tròn từ f/4 tới f/8.
- Như các ống L, 24-105L có ngàm filter 77mm.
- Giống như tất cả các ống kính zoom, 24-105L bị chút méo hình ở tiêu cự ngắn nhất.
- 24-105L có 1 thấu kính Super-UD (Màu xanh tối) và 3 thấu kính phi cầu (Xanh lá cây).

## Thông số kỹ thuật
| Thuộc tính                   | f/4L IS USM            | f/3.5-5.6 IS STM       | f/4L IS II USM         |
| ---------------------------- | ---------------------- | ---------------------- | ---------------------- |
| Hình                         |                        |                        |                        |
| Đặc điểm chính               |                        |                        |                        |
| Tương thích với full-frame   | Có                     | Có                     | Có                     |
| Ổn định hình ảnh             | Có (3 stop)            | Có (4 stop)            | Có (4 stop)            |
| Chống thời tiết              | Có                     | Không                  | Có                     |
| USM                          | Có, dạng vòng          | Không                  | Có, dạng vòng          |
| Mô-tơ bước                   | Không                  | Có                     | Không                  |
| Dòng L                       | Có                     | Không                  | Có                     |
| Giảm nhiễu xạ quang học      | Không                  | Không                  | Không                  |
| Macro                        | Không                  | Không                  | Không                  |
| Nút khóa zoom                | Không                  | Có                     | Có                     |
| Dữ liệu kỹ thuật             |                        |                        |                        |
| Khẩu độ tối đa               | f/4.0                  | f/3.5-5.6              | f/4.0                  |
| Khẩu độ tối thiểu            | f/22                   | f/22-32                | f/22                   |
| Cấu trúc                     | 13 nhóm / 18 thấu kính | 13 nhóm / 17 thấu kính | 12 nhóm / 17 thấu kính |
| Số lá khẩu                   | 8                      | 7                      | 10                     |
| Khoảng cách lấy nét gần nhất | 0.45m                  | 0.4m                   | 0.45m                  |
| Độ phóng đại tối đa          | 0.23x                  | 0.3x                   | 0.24x                  |
| Góc nhìn ngang               | 74° - 19° 20′          | 74° - 19° 20′          | 74° - 19° 20′          |
| Góc nhìn chéo                | 84° - 23° 20′          | 84° - 23° 20′          | 84° - 23° 20′          |
| Góc nhìn đứng                | 53° - 13°              | 53° - 13°              | 53° - 13°              |
| Thông số vật lý              |                        |                        |                        |
| Khối lượng                   | 670g                   | 525g                   | 795g                   |
| Đường kính lớn nhất          | 83.5mm                 | 83.4mm                 | 83.5mm                 |
| Chiều dài                    | 107mm                  | 104mm                  | 118mm                  |
| Đường kính filter            | 77mm                   | 77mm                   | 77mm                   |
| Phụ kiện                     |                        |                        |                        |
| Hood                         | EW-83H                 | EW-83M                 | EW-83M                 |
| Túi vải mềm                  | LP1219                 | LP1219                 | LP1219                 |
| Thông tin ra mắt             |                        |                        |                        |
| Ngày công bố                 | Tháng 10-2005          | Tháng 9-2014           | Tháng 8-2016           |
| Đang sản xuất                | Có                     | Có                     | Có                     |
| Giá khởi điểm (US$)          | $1249.00               | $599.99                | $1099.99               |